# Armstrong (chanson)
Pour les articles homonymes, voir Armstrong.
Clip vidéo
[vidéo] « Claude Nougaro - Armstrong », sur YouTube
[vidéo] « Louis Armstrong - Go Down Moses », sur YouTube
Pistes de Bidonville
Gratte-moi la tête Toutes les filles m'ont suivi
Armstrong est une chanson française de jazz français, écrite et enregistrée en single par Claude Nougaro, en hommage à la légende de l'histoire du jazz américain Louis Armstrong, extrait de son album Bidonville de 1965, un des plus importants succès de sa carrière et du jazz français.

## Histoire

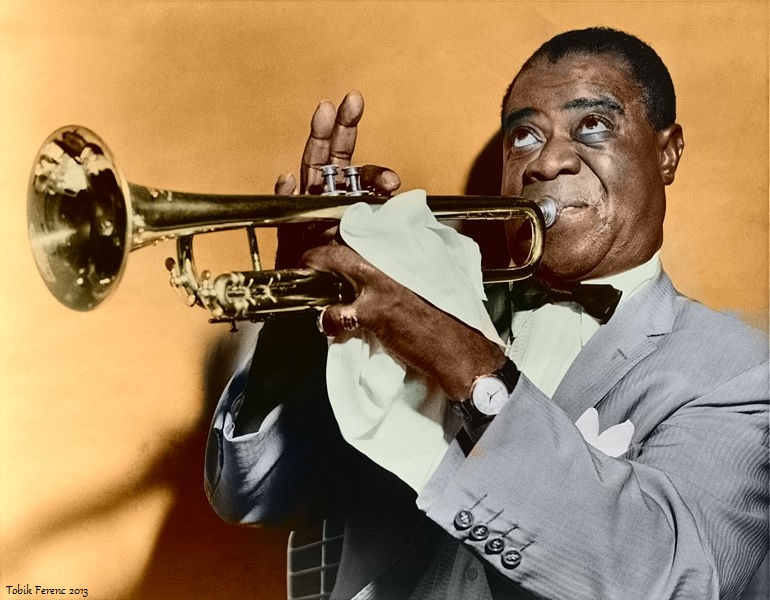
La légende du jazz américain Louis Armstrong, en 1953.

Le jazzman-poète toulousain Claude Nougaro reprend et adapte le grand succès international de jazz negro spiritual américain Go Down Moses, de Louis Armstrong, extrait de son album Louis and the Good Book (en) de 1958, avec de nouvelles paroles en français, à base de ses jeux de mots poétiques et humoristiques, avec des arrangements et un accompagnement à l'harmonium de Maurice Vander, son big band jazz avec la trompette de « style Armstrong » de Roger Guérin, sur le thème d'une ode inspirée de jazz blues et de gospel en hommage à la « fraternité raciale universelle » et à Louis Armstrong « Armstrong, je ne suis pas noir, je suis blanc de peau, quand on veut chanter l'espoir, quel manque de pot... Armstrong, un jour, tôt ou tard, on n'est que des os, est ce que les tiens seront noirs ? ce serait rigolo... Allez Louis, Alléluia, au-delà de nos oripeaux, noir et blanc sont ressemblants, comme deux gouttes d'eau... ».

## Discographie
- 1965 : Super 45 tours Philips 437.153 BE : Armstrong - Tu dormiras longtemps - Chanson pour le maçon - Schplaouch ![2]
- 1966 : 33 tours 30cm Philips P 77 865 L Bidonville[3],[4]

Versions enregistrées en public :
- 1969 : Une soirée avec Claude Nougaro (enregistrement public à l'Olympia)
- 1989 : Zénith made in Nougaro
- 1991 : Une voix dix doigts
- 1995 : The Best de Scène
- 1998 : Les Grandes Chansons de Claude Nougaro
- 1999 : Hombre et Lumière
- 2001 : Nougaro au Théâtre des Champs-Elysées

## Reprises et adaptations
- 2004 : Maxime Le Forestier et Mimie Mathy (album Les Enfoirés dans l'espace)
- 2004 : Tryo (extrait sur l'album live De bouches à oreilles…, et en duo avec Bénabar (album Tryo Fête ses 10 ans..., 2006).
- 2009 : Maurane (album Nougaro ou l’espérance en l’homme)
- 2012 : Ousanousava (album de reprises Ces artistes qui nous lient : de Brassens à Nougaro[5]).
- 2021 : Gad Elmaleh (album Dansez sur moi)